# Szívlevelű gyertyán
A szívlevelű gyertyán (Carpinus cordata) a bükkfavirágúak (Fagales) rendjébe, ezen belül a nyírfafélék (Betulaceae) családjába tartozó faj.

## Előfordulása
A kontinentális Ázsia keleti harmada, valamint Japán hegyvidéki erdőiben honos.

## Változatai
- Carpinus cordata var. chinensis Franch.
- Carpinus cordata var. cordata Blume
- Carpinus cordata var. mollis (Rehder) W.C.Cheng ex F.H.Chen

## Megjelenése
Terebélyes, oszlopos 15 méter magasra megnövő lombhullató fafaj. Kérge szürkésbarna, sima, idővel barázdálódik, pikkelyessé válik. Levelei tojásdadok, szálasak, 12 centiméter hosszúak, 7,5 centiméter szélesek, szíves vállúak és kihegyesedők, fogazottak. Felszínük sötétzöldek, sima. Virágai tavasszal nyílnak, a porzósak sárgásak 5 centiméter hosszúak, a termősek aprók és zöldek, hajtásvégiek. A zöld fellevelekkel körülvett makkok termésfürtjei 10 centiméter hosszúak.

## Képek

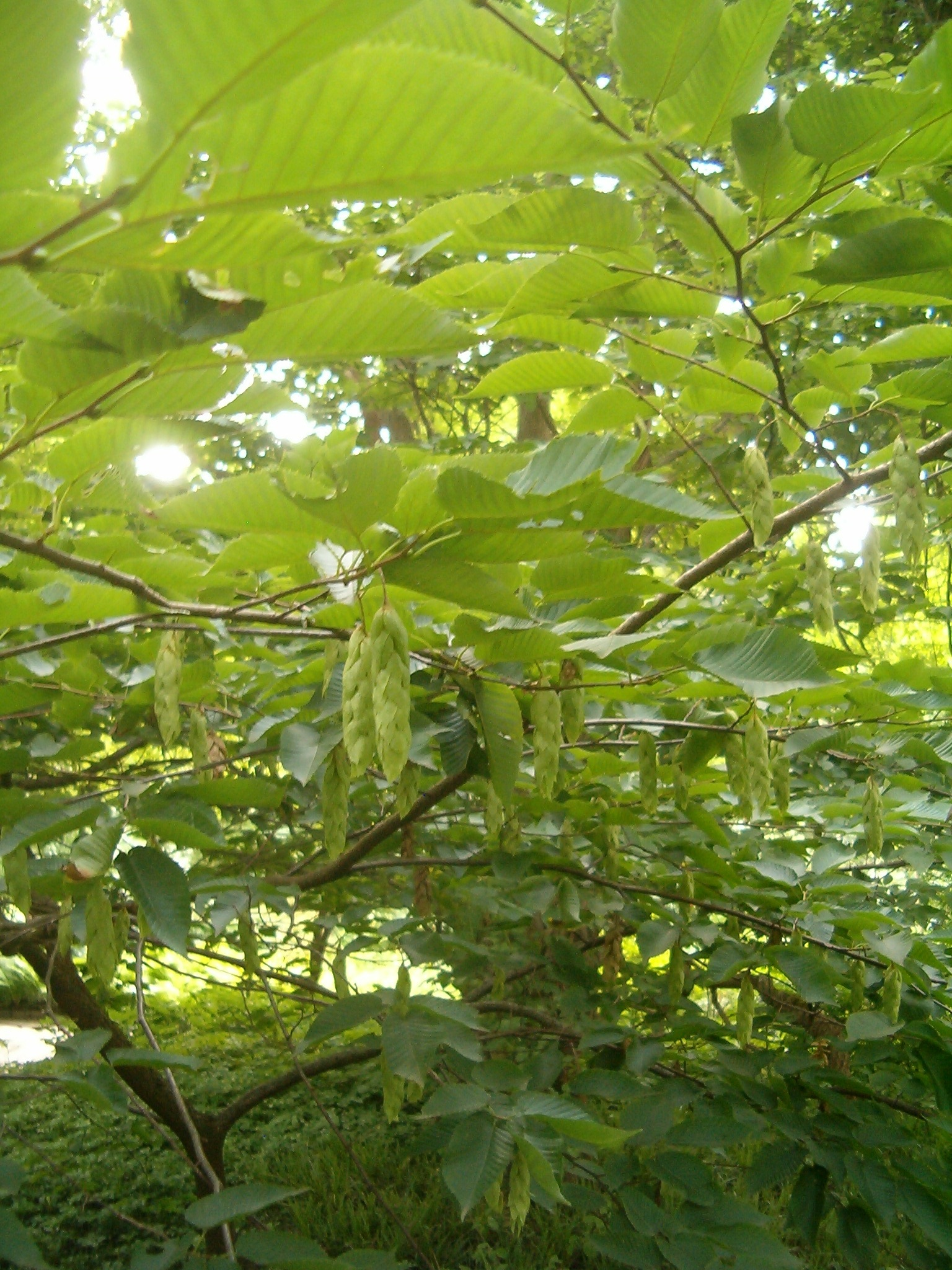
Levelei és termései